# Aethra edentata
Aethra edentata är en kräftdjursart som beskrevs av John R. Edmondson 1951. Aethra edentata ingår i släktet Aethra och familjen Aethridae. Inga underarter finns listade i Catalogue of Life.